# Cavour (Schiff)
Die Cavour (Kennung: C 550) ist ein Flugzeugträger der italienischen Marina Militare. Die Cavour ist das Flaggschiff des Befehlshabers der Flotte und Teil der 2. Flottendivision. Heimathafen des Schiffs und seiner Trägerkampfgruppe ist Tarent.

## Geschichte

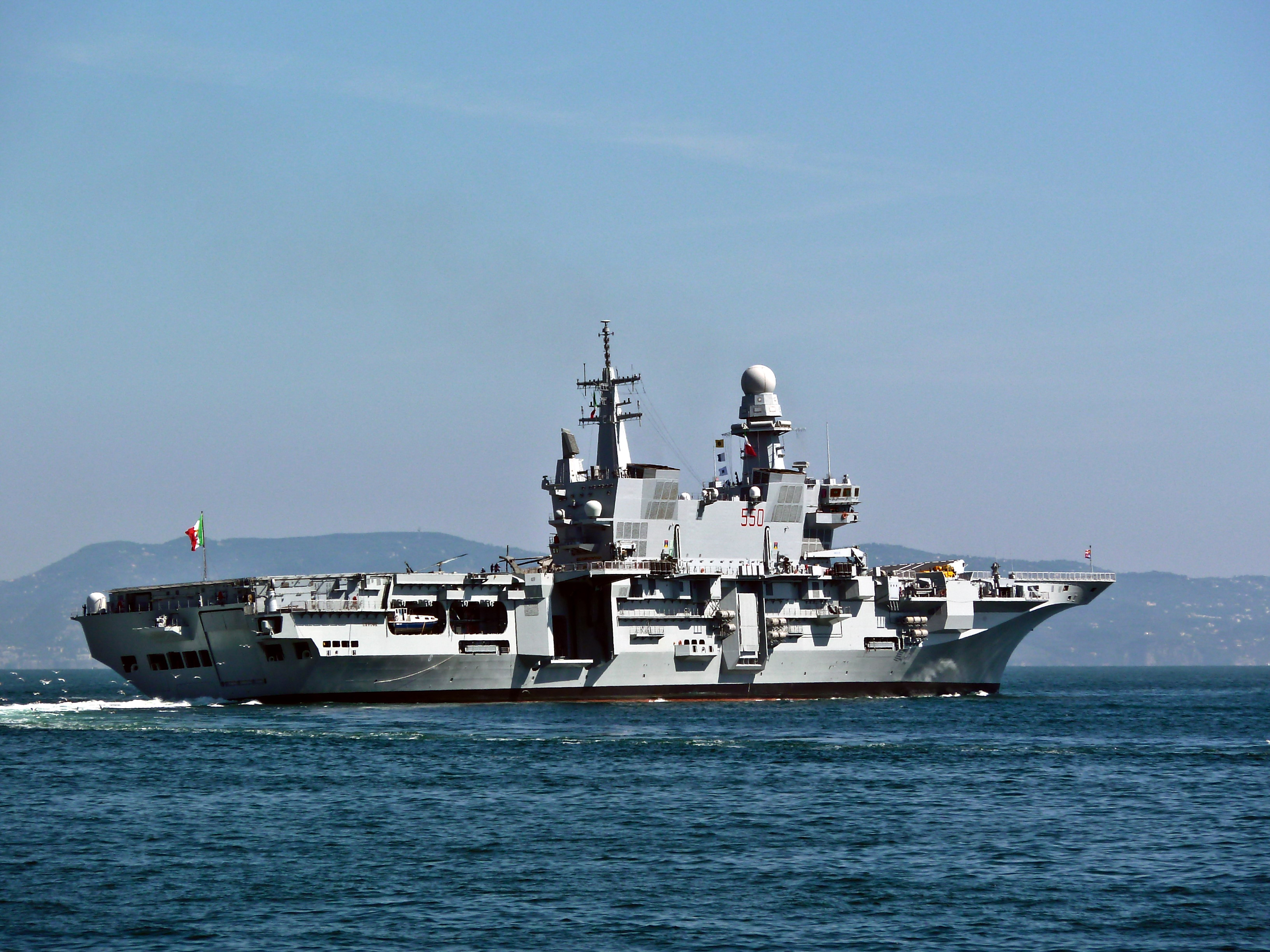
Cavour im Golf von Neapel im Jahr 2010

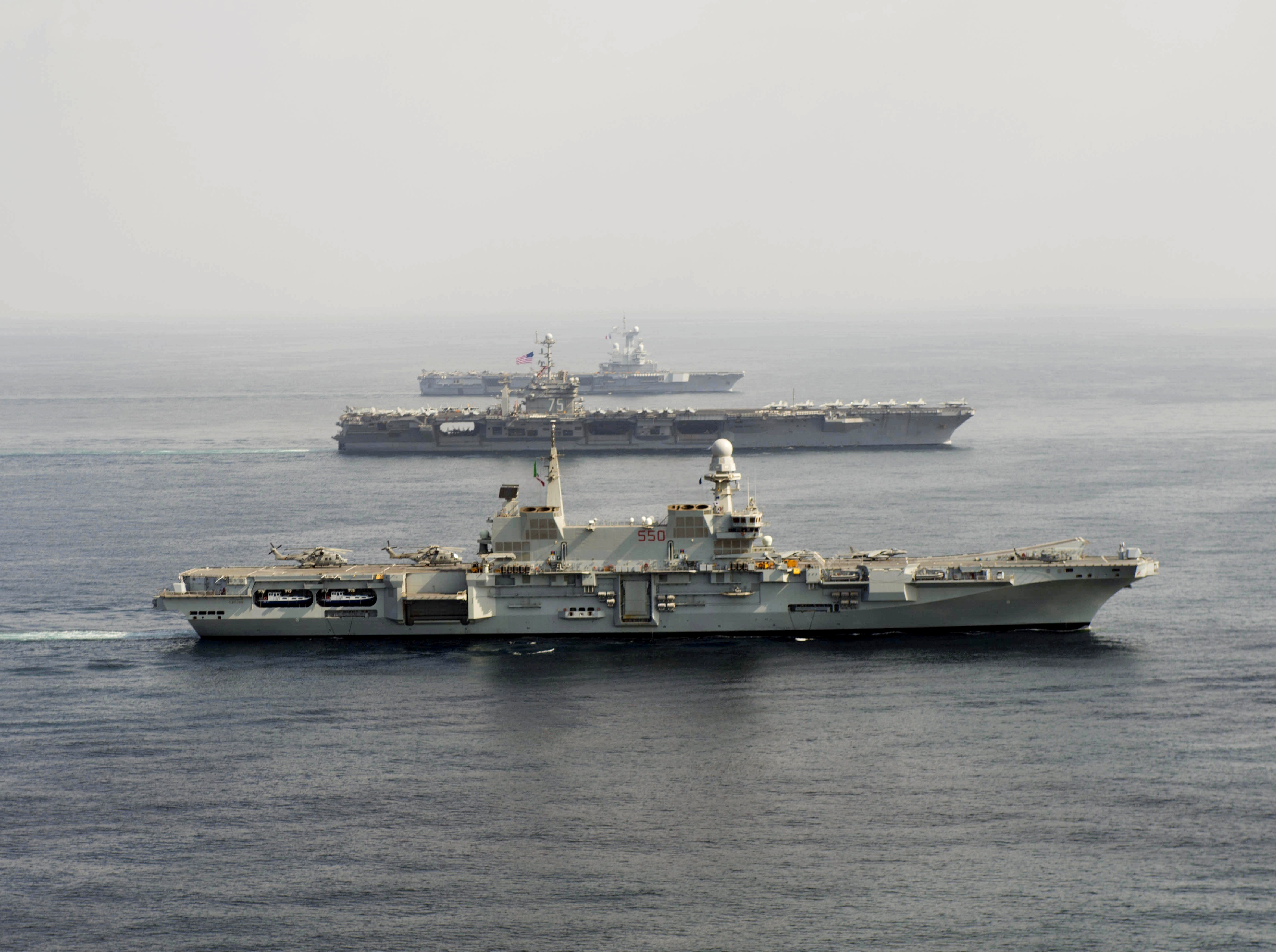
Cavour (im Vordergrund) im Einsatz mit der US-amerikanischen Harry S. Truman (Mitte) und dem französischen Flugzeugträger Charles de Gaulle (im Hintergrund).

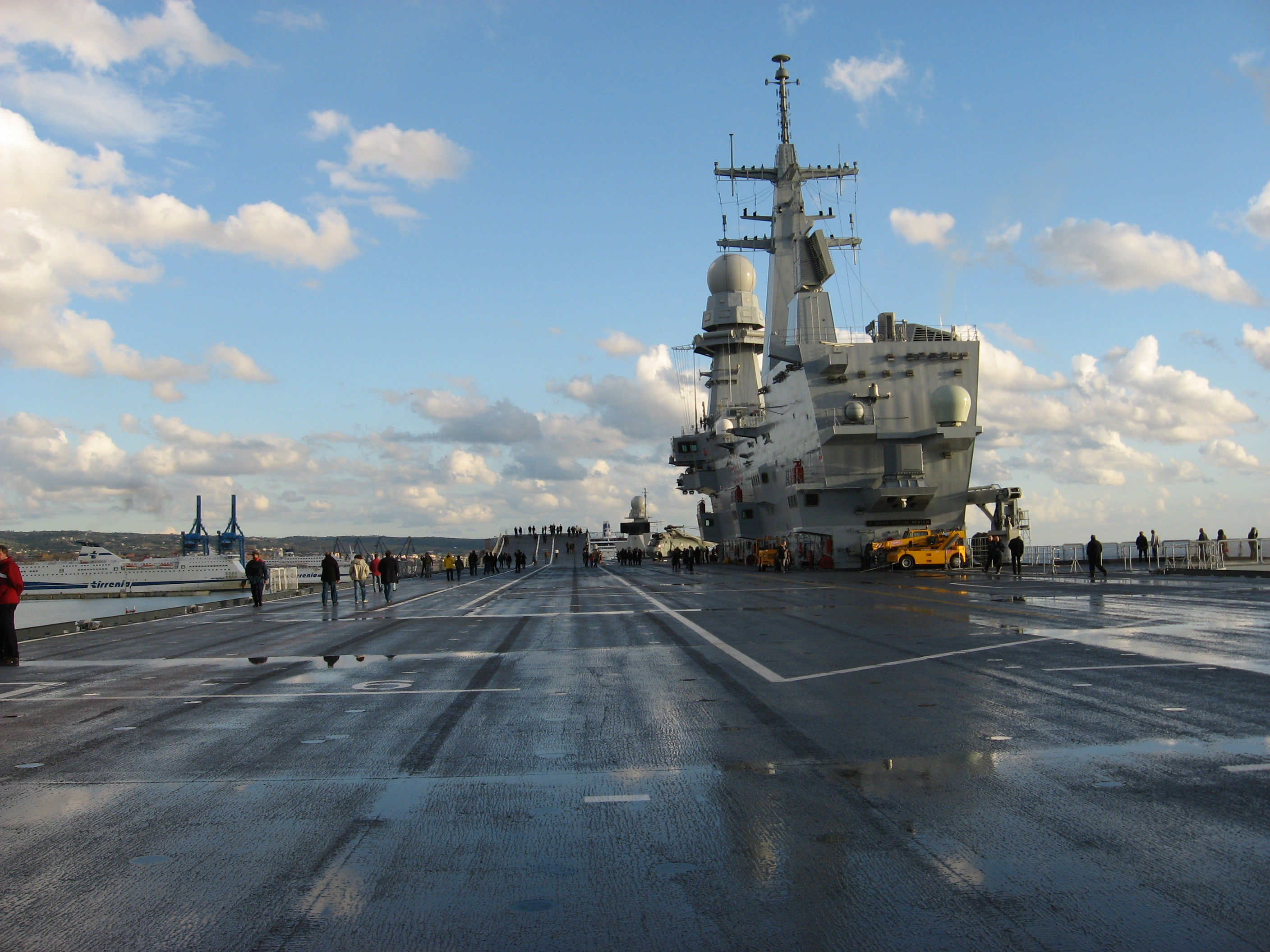
Flugdeck der Cavour

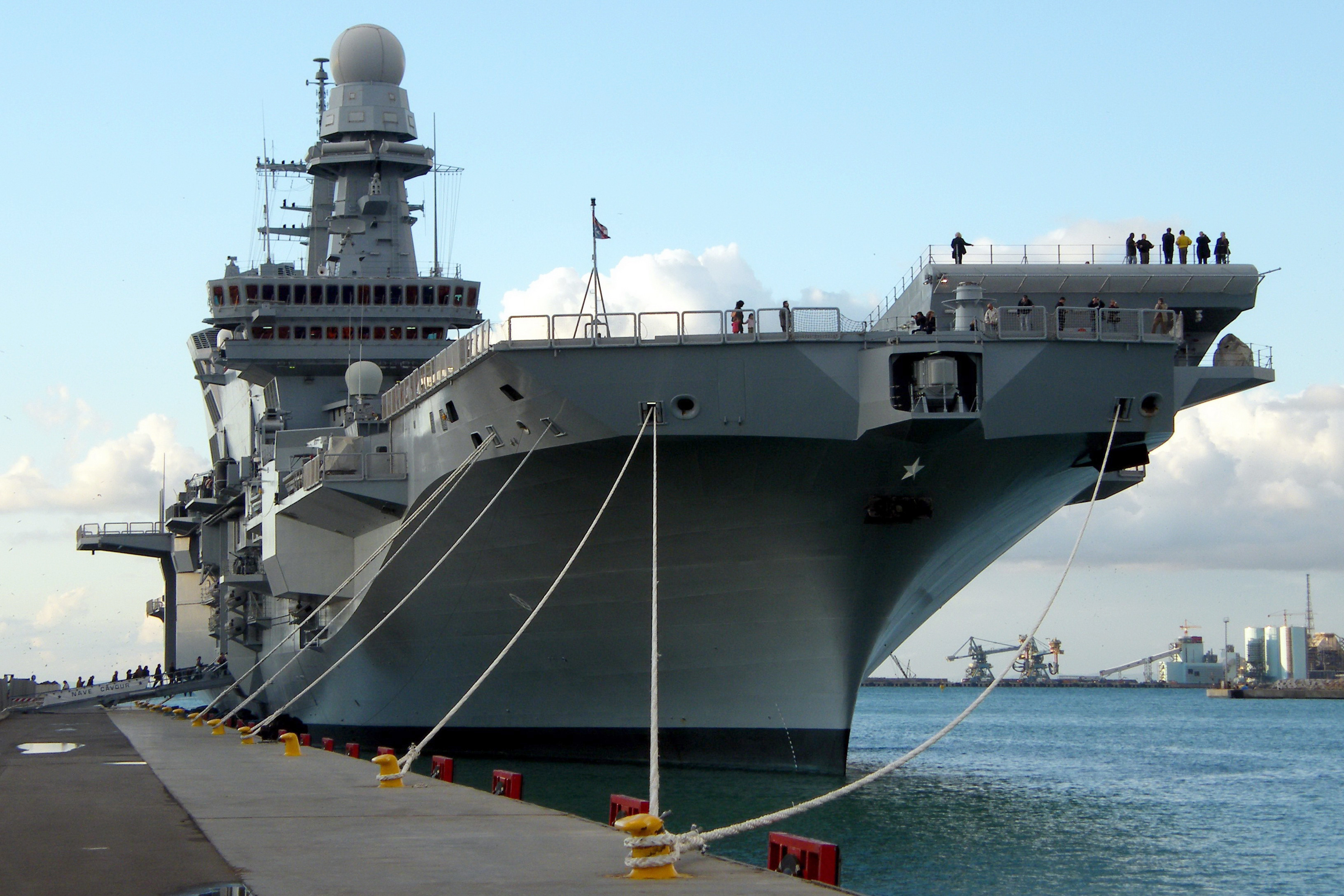
Die Cavour im Hafen von Civitavecchia (2008)

Nach langen Planungen erhielt die italienische Werft Fincantieri am 22. November 2000 den Auftrag, einen kleinen Mehrzweckflugzeugträger zu bauen, der den betagten Hubschrauberträger Vittorio Veneto ersetzen und den bisher einzigen Träger Giuseppe Garibaldi noch bis etwa 2025 ergänzen soll. Im Sommer 2001 begannen in Genua und La Spezia die Arbeiten an den Modulen des Schiffs, die ab Ende 2004 in La Spezia zusammengefügt wurden. Die Erprobung begann am 22. Dezember 2006. Am 27. März 2008 wurde das Schiff an die italienische Marine übergeben und am 10. Juni 2009 in Civitavecchia in Dienst gestellt.
Nachdem ursprünglich die Namen Luigi Einaudi und Andrea Doria im Gespräch gewesen waren, wurde der neue Flugzeugträger auf den Namen des ersten italienischen Premierministers Cavour getauft. Den längeren Namen Conte di Cavour hatte unter anderem das Typschiff einer Schlachtschiffklasse (1910–1947) getragen.
Von Dezember 2018 bis Mai 2020 wurde der Flugzeugträger Cavour im Marinearsenal in Tarent modernisiert und modifiziert, um ihn in die Lage zu versetzen, mit neuen Kampfflugzeugen vom Typ Lockheed Martin F-35B zu operieren. Die Arbeiten betrafen insbesondere das Flugdeck und den Hangar, aber auch andere Bereiche im Schiffsinneren. Zu den Neuerungen zählten unter anderem ein Joint Precision Approach and Landing System (JPALS). Der kleine Träger Garibaldi, der ab 2012 vorwiegend als Hubschrauberträger für amphibische Operationen gedient hatte, stand während der Werftliegezeit der Cavour wieder für den Betrieb der bisherigen AV-8B Harrier bereit.
Die erste Landung einer F-35B folgte Anfang März 2021 im Rahmen einer Testkampagne vor Norfolk an der US-amerikanischen Ostküste.

## Auslegung
Die 244 Meter lange, etwa 27.000 Tonnen verdrängende Cavour ist als Mehrzweckschiff ausgelegt. Der Flugbetrieb findet auf einem 220 × 34 m großen Flugdeck statt. V/STOL-Flugzeuge starten über die um 12° ansteigende vordere Flugdeckrampe. Das Flugdeck hat acht Parkpositionen für Flugzeuge und sechs Hubschrauber-Landeplätze sowie zwei Flugzeug- und zwei Munitionsaufzüge. Der 134 m lange und 21 m breite Hangar (2.500 m²) bietet Platz für zwölf Hubschrauber oder acht Flugzeuge (unter Umständen auch mehr). In der Regel sind insgesamt nicht mehr als 16 Kampfflugzeuge und acht Hubschrauber an Bord. Dank hochgradiger Automatisierung kommt die Cavour mit einer Besatzung von 451 Mann aus, dazu kommen 203 Marineflieger und in der Regel 140 Soldaten eines Stabes zur Führung eines Flottenverbandes.
Entgegen den ursprünglichen Planungen wurden die amphibischen Kapazitäten des Flugzeugträgers erheblich eingeschränkt, auf Landungsdocks verzichtete man schließlich ganz. Stattdessen kann der Hangar dank einer Rampe am Heck ganz oder teilweise als RoRo-Garage verwendet werden und somit bis zu 100 leichte oder 50 mittlere Fahrzeuge oder 24 schwere Fahrzeuge (Kampfpanzer) aufnehmen. Über Rampe, Hangar und Bordaufzüge können bei Bedarf zusätzliche Fahrzeuge auf das Flugdeck gebracht und dort transportiert werden. Darüber hinaus ist Platz für bis zu 416 Marineinfanteristen, die mit Hubschraubern zum Einsatz gebracht werden können.
Die Cavour hat ein Bordhospital mit zwei Operationssälen, eine Intensivstation und etliche andere Einrichtungen.

## Einsätze
- Am 19. Januar 2010 wurde das Schiff ohne Flugzeuge, nur mit Hubschraubern, Hilfsgütern und Hilfskräften an Bord nach Haiti entsandt, um dort nach dem Erdbeben vom 12. Januar Katastrophenhilfe zu leisten. Auf dem Weg dorthin machte das Schiff einen Umweg über Brasilien, um zusätzlich Rettungskräfte an Bord zu nehmen. Das Schiff lief am 28. Januar 2010 morgens in Fortaleza/Brasilien ein, nahm Hilfskräfte und Material an Bord und lief abends mit Kurs Haiti aus. Am 31. Januar 2010 erreichte es Haiti.
- Am 13. November 2013 lief aus Civitavecchia ein Marineverband (30º Gruppo navale) bestehend aus dem Träger Cavour, dem Versorger Etna, der Fregatte Bergamini und dem Patrouillenschiff Borsini unter dem Kommando von Admiral Paolo Treu zu einer innenpolitisch umstrittenen Fahrt in den Persischen Golf und zu einer Umrundung des afrikanischen Kontinents aus. Der Träger Cavour wurde dabei italienischen Rüstungsbetrieben als Ausstellungsplattform für ihre Produkte zur Verfügung gestellt, was einige politische Parteien und Friedensorganisationen heftig kritisierten. Die Marine verteidigte sich mit dem Argument, die Unterstützung der heimischen Wirtschaft und der bevorstehenden Expo 2015 sei nur ein Aspekt der Fahrt, dass man auch Mitglieder von humanitären Organisationen mit an Bord nehme, das Bordhospital der Cavour in verschiedenen afrikanischen Häfen für kostenlose Operationen Bedürftiger zur Verfügung gestellt werde und ansonsten etliche Übungen mit anderen Seestreitkräften vorgesehen seien. Im Indischen Ozean, wo das Patrouillenschiff Borsini aus dem Verband ausscheide, leiste man auch einen Beitrag zur Sicherung der Handelsschifffahrt. Der Verband kehrte am 8. April 2014 nach Civitavecchia zurück, nachdem er rund 21.500 Seemeilen zurückgelegt und 21 Häfen in 20 Ländern besucht hatte.
- Im Sommer 2015 übernahm die Cavour die Führung der European Union Naval Force – Mediterranean.
- Im Sommer 2024 führte die Cavour einen kleinen Flottenverband (31º Gruppo navale), bestehend unter anderem aus der Fregatte Alpino und verschiedenen verbündeten Schiffen, im Indopazifik, wo man an verschiedenen Übungen teilnahm. Vor dem Hintergrund der laufenden Ausmusterung der AV-8B Harrier und der Einführung der Lockheed Martin F-35 ist erwähnenswert, dass der Träger bei dieser Gelegenheit neben zwei Hubschraubern einen Mix aus sechs einsitzigen AV-8B, einem zweisitzigen TAV-8B-Trainer und sechs F-35B der Aviazione Navale sowie zwei F-35B der italienischen Luftwaffe an Bord hatte.[3]